# Rho
Rho város Olaszországban, Lombardia régióban, Milánó megyében. Lakosainak száma 50 299 fő (2023. január 1.). Rho Milánó, Arese, Cornaredo, Lainate, Pero, Pogliano Milanese, Settimo Milanese és Pregnana Milanese községekkel határos.

## Népesség
A település lakossága az elmúlt években az alábbi módon változott:
| Lakosok száma | 50 534 | 50 767 | 50 904 | 50 299 |
|               | 2016   | 2017   | 2018   | 2023   |